# Cyathea apiculata
El helecho arborescente (Cyathea apiculata) es una especie de la familia de los helechos arborescentes (Cyatheaceae), dentro del orden Cyatheales en lo que comúnmente llamamos helechos. No se encontraron datos sobre el origen del nombre genérico. Se le considera algunas veces como sinónimo de Cyathea aristata.

## Clasificación y descripción
Planta perteneciente la familia Cyatheaceae. Planta terrestre; tallos cortos, erectos, difícilmente emergiendo del suelo, vestidos con escamas bicoloras; frondas de hasta 2 m de largo, peciolo con o sin espinas en la base; láminas pinnadas-pinnatífidas, raquis no alado, porción terminal gradualmente pinnatífida; pinnas sésiles o ligeramente pediceladas, de hasta 32 cm de largo; venas mayormente un o dos veces divididas, mayormente libres; soros supramediales, casi submarginales en las venas; indusio café, subentero con forma de capucha en el lado proximal del soro. Cnemidaria apiculata se distingue fácilmente por los márgenes  serrados de las pinnas y sus venas mayormente libres.

## Distribución
Endémica de México, en los estados de Oaxaca y Veracruz.

## Hábitat
Habita en bosques húmedos de montaña, entre los 1100 y 1700 m s. n. m.

## Estado de conservación
Se encuentra listada en la NOM-059-SEMARNAT-2010 en la categoría Sujeta a "Protección Especial" (Pr). En la Unión Internacional para la Conservación de la Naturaleza (UICN) aparece bajo la categoría de No Evaluada (NE). No se encuentra listada en Apéndices de la CITES (Convención sobre el Comercio Internacional de Especies Amenazadas de Fauna y Flora Silvestres).